# Risultato di amministrazione
Il risultato di amministrazione esprime l'equilibrio tra la ricchezza che l'ente comunale preleva in virtù dei suoi poteri sovraordinati e la ricchezza impiegata per l'esercizio delle sue funzioni.

## Come si calcola
Il risultato di amministrazione è calcolato a partire dal fondo cassa, ovvero della differenza tra entrate versate e spese pagate in accordo con quanto rilevato dalla gestione di competenza.
Per ottenere il risultato di amministrazione il fondo cassa, che non è altro che la somma delle disponibilità liquide dell'ente, viene ridotto dei residui passivi (ovvero dei debiti che l'ente deve ancora pagare) e aumentato dei residui attivi (ovvero dei crediti che l'ente deve ancora incassare). Residui passivi e residui attivi rappresentano le potenziali entrate ed uscite che l'ente avrebbe dovuto incassare o pagare, ma che per qualche ragione sono state differite nel tempo .

## Cosa significa
Il risultato di amministrazione è uno dei principali indicatori circa il positivo andamento dell'ente comunale. Per questo motivo è importante che i residui attivi e passivi siano correttamente calcolati dalla Tesoreria comunale. Per "correttamente" si intende che l'ente deve iscrivere a bilancio solamente quei residui che effettivamente e realisticamente prevede di trasformare in entrate o uscite monetarie nel corso del periodo successivo. Molto spesso i comuni tendono a sovrastimare i residui attivi e a gonfiare il risultato di amministrazione dell'anno, anche a fronte della comprovata incapacità ad incassare interamente i crediti accumulati. Un classico esempio a questo proposito è la capacità del Comune a riscuotere le multe emesse nel corso dell'anno: molto spesso la percentuale di multe incassate sul totale di multe emesse è molto bassa e non giustifica l'iscrizione a bilancio dell'intero ammontare. Un buon indice da considerare a questo proposito è il rapporto tra i residui iscritti a bilancio e i residui effettivamente incassati.